# 毒入りカステラ殺人事件
毒入りカステラ殺人事件（どくいりカステラさつじんじけん）は、チフス菌を用い1936年3月8日から同年11月23日にかけて埼玉県川口市内で妨害や怨恨などを動機とし17人を感染させ、うち4人を死亡させた連続殺傷事件。

## 犯人の生い立ち
高橋貞三郎
事件の犯人となる高橋貞三郎は埼玉県北埼玉郡中条村大字今井家庭（現・熊谷市）に生まれた。県立熊谷中学校（現：埼玉県立熊谷高等学校）を卒業し、1924年（大正13年）4月に千葉医科大学に入学した。1930年（昭和5年）7月に耳鼻咽喉科医を開業したが事業に失敗し、1933年（昭和8年）12月ごろに川口市に移住し耳鼻咽喉科医院を開業したが、かつて肺炎患者を腸チフスと誤診したことにより大いに信用を失ってしまったことがあり、腸チフスについての知識を勉強、1932年（昭和7年）3月から1935年（昭和10年）4月まで東京市内の同愛記念病院耳鼻科医局生として勤務し、医業の習得と併せて同内科勤務のN医師の指導を受けて腸チフスの研究に没頭した。

## 事件
T内科医一家4人殺人未遂事件
1936年3月8日、同業者であるT内科医の営業を妨害する目的でチフス培養菌を利用して、チフス菌を塗布したカステラを持参し、医師の家族4人をチフスに感染させた。4人は全治した
O内科医3人殺傷事件
1936年6月7日、同業者であるO内科医の営業を妨害することで自分の営業を発展させようと考え、チフス菌を塗布したケシ入パンをO医院へ持参したが、院長が不在であったためY副院長に来意を告げ、「これはホルモンパンですが」と伝えて差し出して逃亡、チフス菌入りのケシ入パンを食べたY副院長と看護婦と書生が発病し、看護婦は1936年7月26日に死亡、Y副院長と書生は完治した。
保険金殺人未遂事件
妻に対して子供ができないという理由で離縁を迫り、親元に対して交渉したが実現できず、1936年8月初旬ごろに妻を生命保険に加入させて殺害して保険金の取得を考え、保険契約をした。1936年10月13日にチフス菌を塗布したカステラ5〜6個を食べさせ、同月23日に発病させた。チフスに感染したことにより妻は重傷となり東京同愛記念病院に入院した。また高橋は11月10日に致死量であるモルヒネで妻に注射し殺害しようとしたが主治医の手当により妻は全治した。
Y医師一家殺傷事件
1936年11月22日には妻の診断を受けたY医師に対して証拠隠滅を図ろうとして、松坂屋からきみごろも50個を購入しチフス菌を塗布した。その後松坂屋にチフス菌を塗布したきみごろもをY医師あてに配達するように依頼し帰宅した。きみごろもを食べたYの妻と子供5人がチフスに感染し、翌年1月に妻と子供1人が死亡した。
謝恩会殺傷事件
1936年11月23日、謝恩会で不仲であるS医師をチフス菌に感染させて殺害することを考えスズコにチフス菌を塗布し、謝恩会に持参してS医師に食べさせようとしたが、S医師は食べず3人の別の医師が食べ医師1人は12月5日に死亡し、2人は完治した。
捜査・裁判
川口警察署で事件を捜査し浦和地方検察庁に送致した。逮捕後高橋は細菌魔、細菌殺人魔、細菌魔高橋などといった異名を取り大きな話題を呼び世間を震撼させた。1938年7月4月に高橋に死刑判決が言い渡され、高橋は翌日控訴したが二審においても死刑判決が下され自分の罪を悔い改め死刑判決を受け入れた。
恩赦
1940年2月の勅令第45号により無期懲役に減刑された。恩赦により減刑された高橋は東京拘置所内で涙を流した。